# Mirjalol Qosimov
Mirjalol Qoʻshoqovich Qosimov (usbekisch Миржалол Қосимов, russisch Мирджалол Касымов Mirdjalal Kasimov; * 17. September 1970 in Taschkent) ist ein ehemaliger usbekischer Fußballspieler und derzeitiger -trainer.
Kasimov spielte während seiner aktiven Karriere für Pakhtakor Tashkent (Usbekistan), FK Dinamo Minsk (Belarus), Alanija Wladikawkas, (Russland), Krylja Sowetow Samara (Russland), Al Shabab (Vereinigte Arabische Emirate) und FK Mashʼal Mubarek (Usbekistan). 2005 beendete er seine aktive sportliche Karriere, blieb aber weiterhin dem Profifußball erhalten. Zwischen 2008 und 2010 und seit 2012 fungiert er als Trainer der usbekischen Fußballnationalmannschaft, zudem trainiert er den Hauptstadtclub Bunyodkor Taschkent.

## Sportliche Erfolge
Im Jahr 1987 wurde er mit der sowjetischen Nationalmannschaft U-17-Weltmeister, ein Jahr später U-18-Europameister. Daneben wurde er 1998 und 2002 usbekischer Meister, 1995 russischer Meister 1995 sowie Meister der Asien-Spiele in Hiroshima 1994 mit der Nationalmannschaft von Usbekistan.
Im Jahr 1994 wurde er zum besten Mittelfeldspieler Asiens gewählt; 1993, 1998, 2001 und 2004 zum Fußballer des Jahres in Usbekistan.